# Misia en el tocador
Misia en el tocador (en el original en francés, Misia à sa coiffeuse) es un cuadro creado por el pintor suizo Félix Vallotton en 1898 con la técnica de témpera sobre cartón. La obra se conserva en el Museo de Orsay de París. 

## Descripción
La obra retrata a la pianista y mecenas de origen polaco Maria Godebska, nacida en San Petersburgo y conocida en Francia como Misia Sert. Misia era la esposa del editor parisino Thadée Natanson, fundador de la revista La Revue Blanche, para la que colaboraron Vallotton y otros pintores nabis.  Vallotton pintó numerosos retratos de Misia Sert, que también se había convertido en musa de otros nabis como Pierre Bonnard y Édouard Vuillard,  y este cuadro se remonta a una estancia de los Natanson en su casa de campo de Villeneuve-sur-Yonne, que tuvo lugar en 1898. 
La escena retrata a Misia en un contexto íntimo. La mujer que ocupa el centro de la composición se sitúa frente al tocador, apoyada contra el mueble sobre el que se encuentran diversos objetos de aseo y evaluándose al espejo, con una mano rozando el mentón. Lleva un ligero vestido rosa ceñido bajo el pecho por una cinta con un gran lazo negro, que combina con el lazo más pequeño del mismo color que corona su cabello recogido. Detrás de ella hay un grabado colgado en la pared azul que recuerda mucho a las xilografías valottonianas de años anteriores, en particular a la obra Absolución de 1894, pero lo más probable es que se trate de un grabado ficticio.  Al fondo hay un toallero con dos toallas grandes colgadas y estanterías con más objetos de aseo y cosméticos. La pintura es muy diferente de los retratos pintados por Vallotton anteriormente: sin traicionar el parecido con la figura representada, la interpretación pictórica permite que el aura de encanto de esta figura se transmita en un estilo más nabi. 